# Championnat de Belgique de football 2011-2012
Navigation
Saison précédente Saison suivante
Le championnat de Belgique de football 2011-2012 est la 109e saison du championnat de première division belge. La compétition oppose seize équipes qui s'affrontent en matches aller-retour durant une première phase de championnat. Elles sont ensuite réparties en trois séries de play-offs selon leur classement : les six premières vont en Play-offs 1, celles classées de la septième à la quatorzième place vont en Play-offs 2 et les deux dernières disputent les Play-offs 3.
Dominateur durant pratiquement toute la saison, le Sporting Anderlecht décroche son 31e titre de champion de Belgique devant le FC Bruges et le KRC Genk, champion en titre. Les deux places de relégables échouent à Saint-Trond, relégué directement et à Westerlo, vainqueur des Play-offs 3 mais relégué après avoir perdu le tour final de Division 2.

## Clubs participants
| #  | Nom                                               | Mat. | Ville       | Stades                      | Entraîneur          | En D1 depuis (série) | Total en D1 | Saison précédente |
| -- | ------------------------------------------------- | ---- | ----------- | --------------------------- | ------------------- | -------------------- | ----------- | ----------------- |
| 1  | Royal Sporting Club Anderlecht                    | 35   | Anderlecht  | Stade Constant Vanden Stock | Ariël Jacobs        | 1935-1936 (75e)      | 81e         | 1er               |
| 2  | Koninklijke Beerschot Antwerpen Club              | 3530 | Anvers      | Kiel                        | Jacky Mathijssen    | 1989-1990 (23e)      | 23e         | 13e               |
| 3  | Cercle Brugge Koninklijke Sportvereniging         | 12   | Bruges      | Olympiastadion              | Bob Peeters         | 2003-2004 (9e)       | 78e         | 9e                |
| 4  | Club Brugge Koninklijke Voetbalvereniging         | 3    | Bruges      | Olympiastadion              | Adrie Koster        | 1959-1960 (53e)      | 90e         | 4e                |
| 5  | Koninklijke Racing Club Genk                      | 322  | Genk        | Fenixstadion                | Mario Been          | 1996-1997 (16e)      | 30e         | 2e                |
| 6  | Koninklijke Atletieke Associatie Gent             | 7    | Gand        | Jules Ottenstadion          | Trond Sollied       | 1989-1990 (23e)      | 73e         | 3e                |
| 7  | Koninklijke Voetbalclub Kortrijk                  | 19   | Courtrai    | Guldensporenstadion         | Hein Vanhaezebrouck | 2008-2009 (4e)       | 25e         | 10e               |
| 8  | Royal Standard de Liège                           | 16   | Sclessin    | Stade de Sclessin           | José Riga           | 1921-1922 (88e)      | 93e         | 6e                |
| 9  | Koninklijke Lierse Sportkring                     | 30   | Lierre      | Herman Vanderpoortenstadion | Chris Janssens      | 2010-2011 (2e)       | 72e         | 14e               |
| 10 | Koninklijke Sporting Club Lokeren Oost-Vlaanderen | 282  | Lokeren     | Daknamstadion               | Peter Maes          | 1996-1997 (16e)      | 35e         | 5e                |
| 11 | Yellow Red Koninklijke Voetbalclub Mechelen       | 25   | Malines     | Achter de Kazerne           | Marc Brijs          | 2007-2008 (5e)       | 62e         | 7e                |
| 12 | Oud-Heverlee Leuven                               | 6142 | Louvain     | Den Dreef                   | Ronny Van Geneugden | 2011-2012 (1re)      | 1re         | Division 2 : 1er  |
| 13 | Royal Albert Elisabeth Club de Mons               | 44   | Mons        | Stade Charles Tondreau      | Dennis van Wijk     | 2011-2012 (1re)      | 7e          | Division 2 : 3e   |
| 14 | Koninklijke Sint-Truidense Voetbalverening        | 373  | Saint-Trond | Stayenveld                  | Guido Brepoels      | 2009-2010 (3e)       | 38e         | 12e               |
| 15 | Koninklijke Voetbalclub Westerlo                  | 2024 | Westerlo    | Het Kuipje                  | Jan Ceulemans       | 1997-1998 (15e)      | 15e         | 8e                |
| 16 | Sportvereniging Zulte Waregem                     | 5381 | Waregem     | Regenboogstadion            | Darije Kalezić      | 2005-2006 (7e)       | 7e          | 11e               |

### Localisation des clubs
| Beerschot YR KV Mechelen Lierse KVC Westerlo AA Gent KSC Lokeren FC Bruges CS Bruges KV Kortrijk Zulte Waregem RSC Anderlecht OH Leuven KRC Genk Sint-Truidense VV Mons Standard de Liège |

## Phase classique de la saison

### Déroulement du championnat
Le premier quart du championnat est dominé par le FC Bruges. Au soir de la neuvième journée de compétition, Anderlecht prend la tête du classement et la conserve jusqu'au terme de la phase classique pour aborder les Play-offs 1 avec trois points sur les brugeois après la division des points par deux.

### Résultats et classements

#### Résultats des rencontres
| Résultats (▼dom., ►ext.)                                   | AND | BEE | CSB | FCB | AAG | GEN | KOR | LIE | LOK | MAL | MON | OHL | STT | STA | WES | ZWA |
| R. SC Anderlecht                                           |     | 3-2 | 4-0 | 3-0 | 3-1 | 4-2 | 2-0 | 4-0 | 3-2 | 3-1 | 2-2 | 0-0 | 3-1 | 5-0 | 3-1 | 2-1 |
| K. Beerschot AC                                            | 0-0 |     | 4-0 | 1-1 | 2-2 | 2-0 | 0-1 | 0-0 | 2-2 | 2-2 | 2-0 | 2-1 | 3-2 | 1-1 | 3-1 | 2-0 |
| Cercle Brugge K. SV                                        | 1-0 | 2-1 |     | 1-2 | 0-1 | 3-2 | 1-2 | 0-0 | 1-1 | 1-0 | 1-1 | 2-0 | 2-2 | 0-1 | 3-1 | 1-0 |
| Club Brugge KV                                             | 1-1 | 5-1 | 1-0 |     | 2-0 | 4-5 | 2-1 | 1-0 | 3-0 | 0-1 | 2-1 | 1-0 | 1-0 | 1-0 | 5-0 | 1-0 |
| K. AA Gent                                                 | 0-1 | 0-1 | 0-1 | 1-3 |     | 2-0 | 3-1 | 1-0 | 3-1 | 6-2 | 2-0 | 6-1 | 6-0 | 3-1 | 3-1 | 0-0 |
| K. RC Genk                                                 | 0-1 | 3-1 | 4-2 | 3-0 | 3-1 |     | 2-2 | 4-0 | 0-1 | 0-0 | 2-0 | 5-0 | 2-1 | 3-0 | 3-0 | 2-2 |
| KV Kortrijk                                                | 0-1 | 2-0 | 2-0 | 2-1 | 0-4 | 3-2 |     | 1-1 | 2-5 | 1-0 | 2-2 | 2-0 | 4-0 | 2-0 | 1-0 | 0-0 |
| K. Lierse SK                                               | 0-0 | 1-1 | 2-2 | 0-1 | 2-1 | 0-0 | 2-0 |     | 1-1 | 2-2 | 1-1 | 3-1 | 0-2 | 0-2 | 0-0 | 2-1 |
| K. SC Lokeren O.-V.                                        | 0-1 | 1-1 | 1-0 | 1-2 | 1-1 | 3-1 | 1-4 | 2-0 |     | 3-2 | 3-1 | 0-1 | 0-0 | 1-1 | 4-0 | 0-0 |
| YR KV Mechelen                                             | 2-1 | 2-1 | 1-2 | 1-2 | 0-2 | 3-2 | 0-0 | 2-1 | 0-2 |     | 4-1 | 2-2 | 2-1 | 1-2 | 1-0 | 1-1 |
| R. AEC de Mons                                             | 1-1 | 4-2 | 0-2 | 0-2 | 1-1 | 1-2 | 3-1 | 2-1 | 3-3 | 5-1 |     | 2-2 | 4-2 | 1-1 | 2-1 | 3-1 |
| Oud-Heverlee Leuven                                        | 2-1 | 3-2 | 2-3 | 3-1 | 2-3 | 1-1 | 0-2 | 0-0 | 1-1 | 1-2 | 3-1 |     | 3-1 | 1-3 | 1-1 | 2-2 |
| K. Sint-Truidense VV                                       | 2-2 | 2-4 | 0-1 | 3-3 | 3-4 | 3-4 | 0-0 | 1-1 | 0-2 | 0-0 | 2-3 | 2-1 |     | 1-1 | 0-3 | 1-0 |
| R. Standard de Liège                                       | 1-2 | 6-1 | 0-0 | 2-1 | 0-0 | 0-0 | 3-1 | 2-0 | 3-1 | 3-2 | 2-1 | 4-0 | 0-0 |     | 1-0 | 1-0 |
| K. VC Westerlo                                             | 1-2 | 3-1 | 1-3 | 0-1 | 2-3 | 3-2 | 0-0 | 0-2 | 2-4 | 1-3 | 2-1 | 1-3 | 2-0 | 0-0 |     | 1-1 |
| SV Zulte-Waregem                                           | 2-3 | 1-0 | 1-1 | 1-1 | 1-3 | 1-1 | 1-0 | 1-2 | 1-1 | 2-0 | 2-3 | 2-1 | 0-0 | 4-2 | 3-1 |     |
| - Victoire à domicile - Match nul - Victoire à l'extérieur |     |     |     |     |     |     |     |     |     |     |     |     |     |     |     |     |

#### Évolution du classement journée par journée
| Club/Journée         | 1  | 2  | 3  | 4  | 5  | 6  | 7  | 8  | 9  | 10 | 11 | 12 | 13 | 14 | 15 | 16 | 17 | 18 | 19 | 20 | 21 | 22 | 23 | 24 | 25 | 26 | 27 | 28 | 29 | 30 |
| -------------------- | -- | -- | -- | -- | -- | -- | -- | -- | -- | -- | -- | -- | -- | -- | -- | -- | -- | -- | -- | -- | -- | -- | -- | -- | -- | -- | -- | -- | -- | -- |
| R. SC Anderlecht     | 13 | 6  | 2  | 5  | 8  | 4  | 2  | 2  | 1  | 1  | 1  | 1  | 1  | 1  | 1  | 1  | 1  | 1  | 1  | 1  | 1  | 1  | 1  | 1  | 1  | 1  | 1  | 1  | 1  | 1  |
| Club Brugge KV       | 1  | 1  | 1  | 2  | 4  | 3  | 1  | 1  | 3  | 2  | 3  | 4  | 4  | 4  | 3  | 3  | 2  | 3  | 3  | 3  | 3  | 3  | 3  | 3  | 2  | 2  | 2  | 2  | 2  | 2  |
| K. AA Gent           | 14 | 13 | 8  | 3  | 1  | 1  | 4  | 3  | 2  | 3  | 2  | 2  | 2  | 2  | 2  | 2  | 3  | 2  | 2  | 2  | 2  | 2  | 2  | 2  | 3  | 3  | 3  | 3  | 3  | 3  |
| R. Standard de Liège | 7  | 2  | 10 | 4  | 7  | 5  | 8  | 7  | 5  | 6  | 5  | 7  | 5  | 5  | 4  | 4  | 6  | 4  | 5  | 5  | 4  | 4  | 4  | 4  | 4  | 4  | 5  | 5  | 4  | 4  |
| K. RC Genk           | 2  | 3  | 5  | 9  | 10 | 9  | 6  | 5  | 8  | 9  | 8  | 6  | 7  | 6  | 7  | 8  | 7  | 7  | 6  | 7  | 6  | 6  | 6  | 6  | 7  | 6  | 6  | 6  | 6  | 5  |
| KV Kortrijk          | 9  | 11 | 6  | 11 | 6  | 10 | 7  | 8  | 6  | 7  | 6  | 5  | 6  | 7  | 6  | 5  | 4  | 5  | 4  | 4  | 5  | 5  | 5  | 5  | 5  | 7  | 7  | 7  | 7  | 6  |
| Cercle Brugge K. SV  | 5  | 4  | 11 | 6  | 2  | 2  | 3  | 4  | 4  | 4  | 4  | 3  | 3  | 3  | 5  | 6  | 5  | 6  | 7  | 6  | 7  | 7  | 7  | 7  | 6  | 5  | 4  | 4  | 5  | 7  |
| K. SC Lokeren O.-V.  | 11 | 15 | 15 | 12 | 13 | 13 | 13 | 13 | 13 | 10 | 10 | 12 | 10 | 10 | 10 | 10 | 11 | 12 | 12 | 12 | 11 | 11 | 11 | 9  | 8  | 9  | 9  | 8  | 8  | 8  |
| YR KV Mechelen       | 3  | 8  | 3  | 1  | 3  | 6  | 9  | 10 | 10 | 12 | 11 | 10 | 12 | 11 | 11 | 11 | 10 | 10 | 10 | 10 | 10 | 8  | 8  | 8  | 10 | 8  | 8  | 9  | 9  | 9  |
| R. AEC de Mons       | 8  | 9  | 4  | 7  | 5  | 8  | 5  | 5  | 7  | 5  | 7  | 8  | 8  | 8  | 8  | 7  | 9  | 8  | 8  | 8  | 9  | 10 | 10 | 11 | 11 | 11 | 11 | 11 | 11 | 10 |
| K. Beerschot AC      | 15 | 14 | 9  | 10 | 11 | 11 | 11 | 11 | 11 | 8  | 9  | 11 | 9  | 9  | 9  | 9  | 8  | 9  | 9  | 9  | 8  | 9  | 9  | 10 | 9  | 10 | 10 | 10 | 10 | 11 |
| K. Lierse SK         | 6  | 10 | 13 | 14 | 14 | 14 | 14 | 14 | 15 | 14 | 14 | 14 | 14 | 14 | 14 | 14 | 14 | 13 | 13 | 13 | 13 | 13 | 12 | 12 | 12 | 12 | 12 | 12 | 12 | 12 |
| SV Zulte-Waregem     | 10 | 5  | 7  | 8  | 12 | 12 | 12 | 12 | 12 | 13 | 13 | 13 | 13 | 13 | 13 | 13 | 13 | 14 | 14 | 14 | 14 | 14 | 14 | 13 | 14 | 13 | 13 | 13 | 13 | 13 |
| Oud-Heverlee Leuven  | 4  | 7  | 12 | 13 | 9  | 7  | 10 | 9  | 9  | 11 | 12 | 9  | 11 | 12 | 12 | 12 | 12 | 11 | 11 | 11 | 12 | 12 | 13 | 14 | 13 | 14 | 14 | 14 | 14 | 14 |
| K. VC Westerlo       | 16 | 16 | 16 | 16 | 16 | 16 | 15 | 15 | 14 | 15 | 15 | 15 | 16 | 16 | 16 | 16 | 16 | 15 | 15 | 15 | 15 | 15 | 15 | 15 | 15 | 15 | 15 | 16 | 15 | 15 |
| K. Sint-Truidense VV | 12 | 12 | 14 | 15 | 15 | 15 | 16 | 16 | 16 | 16 | 16 | 16 | 15 | 15 | 15 | 15 | 15 | 16 | 16 | 16 | 16 | 16 | 16 | 16 | 16 | 16 | 16 | 15 | 16 | 16 |

#### Classement final
| Rang | Équipe                | Pts | J  | G  | N  | P  | Bp | Bc | Diff |
| ---- | --------------------- | --- | -- | -- | -- | -- | -- | -- | ---- |
| 1    | R. SC Anderlecht      | 67  | 30 | 20 | 7  | 3  | 61 | 26 | +35  |
| 2    | Club Brugge KV        | 61  | 30 | 19 | 4  | 7  | 51 | 32 | +19  |
| 3    | K. AA Gent            | 56  | 30 | 17 | 5  | 8  | 63 | 35 | +28  |
| 4    | R. Standard de Liège  | 51  | 30 | 14 | 9  | 7  | 43 | 33 | +10  |
| 5    | K. RC Genk T S        | 46  | 30 | 13 | 7  | 10 | 60 | 44 | +16  |
| 6    | KV Kortrijk           | 46  | 30 | 13 | 7  | 10 | 39 | 36 | +3   |
| 7    | Cercle Brugge K. SV   | 46  | 30 | 13 | 7  | 10 | 36 | 37 | -1   |
| 8    | K. SC Lokeren O.-V. C | 44  | 30 | 11 | 11 | 8  | 48 | 40 | +8   |
| 9    | YR KV Mechelen        | 37  | 30 | 10 | 7  | 13 | 40 | 50 | -10  |
| 10   | R. AEC de Mons        | 36  | 30 | 9  | 9  | 12 | 50 | 55 | -5   |
| 11   | K. Beerschot AC       | 36  | 30 | 9  | 9  | 12 | 45 | 51 | -6   |
| 12   | K. Lierse SK          | 31  | 30 | 6  | 13 | 11 | 24 | 36 | -12  |
| 13   | SV Zulte-Waregem      | 30  | 30 | 6  | 12 | 12 | 32 | 38 | -6   |
| 14   | Oud-Heverlee Leuven   | 29  | 30 | 7  | 8  | 15 | 38 | 58 | -20  |
| 15   | K. VC Westerlo        | 20  | 30 | 5  | 5  | 20 | 29 | 59 | -30  |
| 16   | K. Sint-Truidense VV  | 19  | 30 | 3  | 10 | 17 | 32 | 61 | -29  |

Légende
- Club qualifié pour les Play-offs 1
- Club qualifié pour les Play-offs 2
- Club qualifié pour les Play-offs 3
- Club qualifié pour la « Ligue Europa » la saison suivante

Abréviations
T : Tenant du titre 2011

C : Vainqueur de la Coupe de Belgique 2011-2012

S : Vainqueur de la Supercoupe de Belgique 2011

 : club promu de « Division 2 » depuis la saison précédente

## Play-offs 1
Les Play-offs 1 opposent les six premiers du classement à l'issue du championnat. Chaque club reçoit la moitié de ses points, arrondie à l'unité supérieure. Cependant, l'arrondi n'est pas pris en compte lors des règles de départage.

### Déroulement des Play-offs 1
Comme lors des deux saisons précédentes, Anderlecht entame les Play-offs 1 en tête et compte trois points d'avance sur le FC Bruges. Les « Mauves » assument leur statut de favori au titre et conservent la tête durant toute la compétition, ce qui leur permet ainsi de décrocher le 31e sacre de leur histoire.
Contrairement à la saison passée, le Standard de Liège rate complètement ses play-offs et échoue à la cinquième place, non-qualificative pour une coupe d'Europe la saison prochaine. Genk, champion en titre, entame les play-offs à la cinquième place mais parvient finalement à atteindre la troisième marche du podium.

### Résultats et classements

#### Résultats des rencontres
| Résultats (▼dom., ►ext.)                                   | AND | FCB | AAG | GNK | KOR | STA |
| R. SC Anderlecht                                           |     | 1-1 | 1-0 | 1-3 | 1-1 | 3-0 |
| Club Brugge KV                                             | 0-1 |     | 1-0 | 2-0 | 3-2 | 2-0 |
| K. AA Gent                                                 | 1-4 | 2-1 |     | 3-1 | 2-3 | 3-0 |
| K. RC Genk                                                 | 0-4 | 1-2 | 2-0 |     | 2-0 | 3-2 |
| KV Kortrijk                                                | 2-0 | 3-1 | 1-4 | 3-4 |     | 1-1 |
| R. Standard de Liège                                       | 0-0 | 1-1 | 2-1 | 2-3 | 2-0 |     |
| - Victoire à domicile - Match nul - Victoire à l'extérieur |     |     |     |     |     |     |

#### Classement final
| Rang | Équipe               | Pts | J  | G | N | P | Bp | Bc | Diff |
| ---- | -------------------- | --- | -- | - | - | - | -- | -- | ---- |
| 1    | R. SC ANDERLECHT     | 52  | 10 | 5 | 3 | 2 | 16 | 8  | +8   |
| 2    | Club Brugge KV       | 48  | 10 | 5 | 2 | 3 | 14 | 11 | +3   |
| 3    | K. RC Genk T S       | 41  | 10 | 6 | 0 | 4 | 19 | 19 | 0    |
| 4    | K. AA Gent           | 40  | 10 | 4 | 0 | 6 | 16 | 16 | 0    |
| 5    | R. Standard de Liège | 35  | 10 | 2 | 3 | 5 | 10 | 17 | -7   |
| 6    | KV Kortrijk          | 34  | 10 | 3 | 2 | 5 | 16 | 20 | -4   |

Légende
- Champion de Belgique 2011 et qualifié pour la « Ligue des champions » la saison suivante
- Club qualifié pour la « Ligue des champions » la saison suivante
- Club qualifié pour la « Ligue Europa » la saison suivante
- Club devant disputer le barrage européen

Abréviations
T : Tenant du titre 2011

S : Vainqueur de la Supercoupe de Belgique 2011

## Play-offs 2
Les Play-offs 2 opposent les équipes classées de la septième à la quatorzième place, réparties en deux groupes de quatre équipes. Les points obtenus en phase classique ne sont pas pris en compte, chaque équipe commence donc avec zéro point.

### Groupe A
Le Groupe A des Play-offs 2 est constitué par les équipes ayant terminé 7e, 9e, 12e et 14e de la phase classique.

#### Résultats et classements

##### Résultats des rencontres
| Résultats (▼dom., ►ext.)                                   | CSB | LIE | MAL | OHL |
| Cercle Brugge K. SV                                        |     | 0-0 | 3-1 | 6-4 |
| K. Lierse SK                                               | 2-2 |     | 2-1 | 1-2 |
| YR KV Mechelen                                             | 0-3 | 1-1 |     | 2-1 |
| Oud-Heverlee Leuven                                        | 3-2 | 1-1 | 4-2 |     |
| - Victoire à domicile - Match nul - Victoire à l'extérieur |     |     |     |     |

#### Classement final
| Rang | Équipe              | Pts | J | G | N | P | Bp | Bc | Diff |
| ---- | ------------------- | --- | - | - | - | - | -- | -- | ---- |
| 1    | Cercle Brugge K. SV | 11  | 6 | 3 | 2 | 1 | 16 | 10 | +6   |
| 2    | Oud-Heverlee Leuven | 10  | 6 | 3 | 1 | 2 | 15 | 14 | +1   |
| 3    | K. Lierse SK        | 7   | 6 | 1 | 4 | 1 | 7  | 7  | 0    |
| 4    | YR KV Mechelen      | 4   | 6 | 1 | 1 | 4 | 7  | 14 | -7   |

Légende
Abréviations
 : club promu de « Division 2 » depuis la saison précédente

### Groupe B
Le Groupe B des Play-offs 2 est constitué par les équipes ayant terminé 8e, 10e, 11e et 13e de la phase classique.

#### Résultats et classements

##### Résultats des rencontres
| Résultats (▼dom., ►ext.)                                   | BEE | LOK | MON | ZWA |
| K. Beerschot AC                                            |     | 4-1 | 1-1 | 3-1 |
| K. SC Lokeren O.-V.                                        | 3-1 |     | 1-2 | 1-1 |
| R. AEC de Mons                                             | 2-0 | 1-1 |     | 0-1 |
| SV Zulte Waregem                                           | 2-0 | 2-2 | 0-2 |     |
| - Victoire à domicile - Match nul - Victoire à l'extérieur |     |     |     |     |

#### Classement final
| Rang | Équipe                | Pts | J | G | N | P | Bp | Bc | Diff |
| ---- | --------------------- | --- | - | - | - | - | -- | -- | ---- |
| 1    | R. AEC de Mons        | 11  | 6 | 3 | 2 | 1 | 8  | 4  | +4   |
| 2    | SV Zulte-Waregem      | 8   | 6 | 2 | 2 | 2 | 7  | 8  | -1   |
| 3    | K. Beerschot AC       | 7   | 6 | 2 | 1 | 3 | 9  | 10 | -1   |
| 4    | K. SC Lokeren O.-V. C | 6   | 6 | 1 | 3 | 2 | 9  | 11 | -2   |

Légende
- Club qualifié pour la finale des Play-offs 2
- Club qualifié pour la « Ligue Europa » la saison suivante et pour la finale des Play-offs 2

Abréviations
C : Vainqueur de la Coupe de Belgique 2011-2012

 : club promu de « Division 2 » depuis la saison précédente

### Finale des Play-offs 2
La finale des Play-offs 2 oppose les deux vainqueurs de groupe, le Royal Albert Elisabeth Club de Mons et le Cercle de Bruges, en matches aller-retour. Le Cercle remporte les deux rencontres et se qualifie pour le barrage européen face à La Gantoise.
| Date                                                  | Match                                | Résultat |
| ----------------------------------------------------- | ------------------------------------ | -------- |
| 10 mai 2011                                           | R. AEC de Mons - Cercle Brugge K. SV | 0-1      |
| 14 mai 2011                                           | Cercle Brugge K. SV - R. AEC de Mons | 3-2      |
| Cercle Brugge K. SV qualifié pour le barrage européen |                                      |          |

| 10 mai 2012 | R. AEC de Mons | 0-1   | Cercle Brugge K. SV | Stade Charles Tondreau |                      |
| 20h30       |                | (0-0) | Rudy 61e            | Arbitrage : Tim Pots   | Arbitrage : Tim Pots |
| 20h30       | Rapport        |       |                     | Arbitrage : Tim Pots   | Arbitrage : Tim Pots |

| 14 mai 2012 | Cercle Brugge K. SV                       | 3-2   | R. AEC de Mons            | Jan Breydelstadion         |                            |
| 20h30       | Van Eenoo 55e · Mertens 74e · Gombami 85e | (0-1) | Jarju 19e · De Belder 90e | Arbitrage : Serge Gumienny | Arbitrage : Serge Gumienny |

## Barrage européen
Le barrage européen oppose en matches aller-retour le vainqueur des Play-offs 2, le Cercle de Bruges, au dernier club en ordre de qualification pour une compétition européenne en Play-offs 1, La Gantoise, qui a terminé à la quatrième place. La Gantoise s'impose à deux reprises dans cette double confrontation et se qualifie pour le deuxième tour préliminaire de la prochaine Ligue Europa.
| Date                                                                      | Match                            | Résultat |
| ------------------------------------------------------------------------- | -------------------------------- | -------- |
| 17 mai 2010                                                               | Cercle Brugge K. SV - AA Gent    | 1-5      |
| 20 mai 2010                                                               | K. AA Gent - Cercle Brugge K. SV | 2-1      |
| K. AA Gent qualifié pour le deuxième tour préliminaire de la Ligue Europa |                                  |          |

| 17 mai 2012 | Cercle Brugge K. SV | 1 - 5   | K. AA Gent                                                        | Jan Breydelstadion      |                         |
| 20h30       | Gombami 39e         | (1 - 2) | Maréval 13e · Coulibaly 15e · El Ghanassy 49e · Jørgensen 66e 82e | Arbitrage : Luc Wouters | Arbitrage : Luc Wouters |

| 20 mai 2012 | K. AA Gent    | 2 - 1   | Cercle Brugge K. SV | Jules Ottenstadion        |                           |
| 14h30       | Mboyo 32e 75e | (1 - 1) | Dompig 8e           | Arbitrage : Johan Verbist | Arbitrage : Johan Verbist |

## Play-offs 3
Les deux derniers clubs au classement final de la saison régulière s'affrontent dans une série de maximum cinq matches en alternant l'équipe qui reçoit à chaque rencontre. Le quinzième débute avec un bonus de trois points et l'avantage de recevoir trois fois son adversaire si la série va au terme des cinq rencontres. Dès qu'une équipe est mathématiquement assurée de ne plus pouvoir être rattrapée par l'autre, la série s'arrête. En cas d'égalité au terme des cinq rencontres, le nombre de victoires est prépondérant.

### Déroulement des Play-offs 3
Comme lors de la saison précédente, les trois premières rencontres sont remportées par l'équipe évoluant à domicile, ce qui permet à Westerlo de compter à ce moment six points d'avance sur Saint-Trond grâce au bonus de trois points accordé pour sa quinzième place. Lors du quatrième match, les campinois s'imposent 1-4 au Stayen et renvoient les « Canaris » en deuxième division. Westerlo dispute ensuite le tour final de Division 2 pour tenter de se maintenir en première division mais le club échoue à la troisième place et est également relégué. C'est la première relégation pour le club, présent en Division 1 depuis quinze ans.

### Résultats et classements
| Résultats (▼dom., ►ext.)                                   | STT | WES | STT | WES | STT |
| K. Sint-Truidense VV                                       |     | 3-1 |     | 1-4 |     |
| K. VC Westerlo                                             | 3-2 |     | 4-0 |     |     |
| - Victoire à domicile - Match nul - Victoire à l'extérieur |     |     |     |     |     |

#### Évolution du classement journée par journée
| Club/Journée         | 1 | 2 | 3 | 4 |
| -------------------- | - | - | - | - |
| K. VC Westerlo       | 1 | 1 | 1 | 1 |
| K. Sint-Truidense VV | 2 | 2 | 2 | 2 |

#### Classement final
| Rang | Équipe               | Pts | J | G | N | P | Bp | Bc | Diff |
| ---- | -------------------- | --- | - | - | - | - | -- | -- | ---- |
| 1    | K. VC Westerlo       | 10  | 4 | 2 | 1 | 1 | 9  | 8  | +1   |
| 2    | K. Sint-Truidense VV | 4   | 4 | 1 | 1 | 2 | 8  | 9  | -1   |

- Club devant disputer le tour final de Division 2 pour assurer son maintien parmi l'élite
- Club relégué pour la saison suivante

## Meilleur buteur
Jérémy Perbet (R. AEC de Mons) avec 25 goals. Il est le 32e joueur étranger différent, le premier français, à remporter cette récompense.

### Classement des buteurs
Le tableau ci-dessous reprend les ... meilleurs buteurs du championnat, soit les joueurs ayant inscrit dix buts ou plus durant la saison.
| #  | Pays | Joueur        | Club           | Buts | Matches joués |
| -- | ---- | ------------- | -------------- | ---- | ------------- |
| 1. |      | Jérémy Perbet | R. AEC de Mons | 25   | 35            |

## Récapitulatif de la saison
- Champion : R. SC Anderlecht (31e titre)
- Première équipe à remporter 31 titres de champion de Belgique
- 53e titre pour la province de Brabant.

| Région flamande (12)            | Région flamande (12) | Province de Brabant (2)      | Province de Brabant (2) | Région wallonne (2)    | Région wallonne (2) |
| ------------------------------- | -------------------- | ---------------------------- | ----------------------- | ---------------------- | ------------------- |
| Province d'Anvers               | 4                    | Région de Bruxelles-Capitale | 1                       | Province de Hainaut    | 1                   |
| Province de Flandre-Occidentale | 4                    | Province du Brabant flamand  | 1                       | Province de Liège      | 1                   |
| Province de Flandre-Orientale   | 2                    | Province du Brabant wallon   | 0                       | Province de Luxembourg | 0                   |
| Province de Limbourg            | 2                    |                              |                         | Province de Namur      | 0                   |

1. ↑  Au niveau footballistique, la province de Brabant est toujours unitaire malgré sa partition territoriale en 1995.

### Admission et relégation
Saint-Trond, dernier et battu en Play-offs 3, est relégué directement en deuxième division. Le KVC Westerlo, avant-dernier et vainqueur des Play-offs 3, dispute le tour final de Division 2 mais en termine troisième et est également relégué. Ils sont remplacés par le Sporting Charleroi, champion de deuxième division qui remonte en première division un an après l'avoir quittée, et par le KV Red Star Waasland-Beveren, vainqueur du tour final, qui accède à la Division 1 pour la première fois.

### Débuts en Division 1
Un club fait ses débuts dans la plus haute division belge. Il est le 78e club différent à y apparaître.
- Oud-Heverlee Leuven est le 22e club de la province de Brabant à évoluer dans la plus haute division belge.

### Bilan de la saison
| Championnat de Belgique de football 2011-2012 |                                                |
| Champion                                      | R. SC Anderlecht (31e titre)                   |
| Dauphin                                       | Club Brugge KV                                 |
| Coupes et trophées                            |                                                |
| Vainqueur de la Coupe de Belgique 2011-2012   | K. SC Lokeren                                  |
| Vainqueur de la Supercoupe de Belgique 2011   | K. RC Genk                                     |
| Qualifications continentales                  |                                                |
| Ligue des champions de l'UEFA 2012-2013       | R. SC Anderlecht (Troisième tour préliminaire) |
| Ligue des champions de l'UEFA 2012-2013       | Club Brugge KV (Troisième tour préliminaire)   |
| Ligue Europa 2012-2013                        | K. SC Lokeren (Tour de barrages)               |
| Ligue Europa 2012-2013                        | K. RC Genk (Troisième tour préliminaire)       |
| Ligue Europa 2012-2013                        | K. AA Gent (Deuxième tour préliminaire)        |
| Promotions et relégations                     |                                                |
| Promus en Division 1                          | R. Charleroi SC                                |
| Promus en Division 1                          | KV Red Star Waasland-Beveren                   |
| Relégués en Division 2                        | K. Sint-Truidense VV                           |
| Relégués en Division 2                        | K. VC Westerlo                                 |